# Nyikolaj Gavrilovics Latisev
Nyikolaj Gavrilovics Latisev (oroszul: Николай Гаврилович Латышев) (Moszkva, 1913. november 21. – Moszkva, 1999. február 18.) szovjet nemzetközi labdarúgó-játékvezető. Polgári foglalkozása szerint a Moszkvai Szerszámgépipari Intézet tanára volt.

## Pályafutása

### Labdarúgóként
Az első egyesülete 1931 és 1939 között az Elektrozavod-Sztalinyec Moszkva, a Moszkvai Erőmű ificsapata volt, majd átigazolt a FK Gyinamo Moszkva csapatához, ahol 1939 és 1945 között rúgta a labdát.

### Nemzeti játékvezetés
A szocializmusra jellemző módon szervezték a játékvezetőket is, a városi játékvezetői tanács felhívására az üzemi szakosztályok kötelesek voltak egy-két játékost jelölni játékvezetői tanfolyamra, az egyik Latisev lett. 1931-ben vizsgázott. 1941-ben lett a Major League játékvezetője. 1937-ben az egyik I. osztályú mérkőzésre nem érkezett meg az egyik partjelző, a hangosbemondó hívására, meg egy kis sportvezetői segédlettel "beugrott" segítőnek. Felfigyeltek rá, felkarolták, de komolyabb mérkőzést még nem kapott, amíg az egyik I. osztályú mérkőzés játékvezetője betegségre hivatkozva le nem mondta a közreműködést, így őt jelölték ki - két osztályt átugorva vetették be a mély vízbe - az első országos mérkőzésének vezetésére. Játékvezetői taktikája a vonalas játékvezetés volt, azaz egy oldalra, a két térfélre állította a partjelzőket, ő pedig velük szembe helyezkedve kísérte figyelemmel a játékot. A Szovjetunióban csak a hatvanas évek elején tértek át az átlós játékvezetői taktikára. A nemzeti játékvezetéstől 1963-ban, 50 évesen vonult vissza. Első ligás mérkőzéseinek száma: 232. A szovjet-orosz mérkőzésvezetői örök ranglistán (2009 bajnoki év végével) az 1. helyen áll.

#### Nemzeti kupamérkőzések
Vezetett kupadöntők száma: 8.

##### Szovjet labdarúgókupa
1947-1957 között nemzetközi rekordnak tekinthető a vezetett kupadöntők száma.
| Időpont           | Helyszín                 | Mérkőzés típusa | Mérkőzés                                  | Eredmény | Nézők száma |
| ----------------- | ------------------------ | --------------- | ----------------------------------------- | -------- | ----------- |
| 1947. július 21.  | Gyinamo Stadion, Moszkva | döntő           | FK Szpartak Moszkva–FK Torpedo Moszkva    | 2 : 0    | 70 000      |
| 1948. október 24. | Dinamó Stadion, Moszkva  | döntő           | PFK CSZKA Moszkva–FK Szpartak Moszkva     | 3 : 0    | 75 000      |
| 1950. november 6. | Dinamó Stadion, Moszkva  | döntő           | FK Szpartak Moszkva–FK Gyinamo Moszkva    | 3 : 0    | 70 000      |
| 1951. október 14. | Dinamó Stadion, Moszkva  | döntő           | PFK CSZKA Moszkva–MBO Moszkva             | 2 : 1    | 70 000      |
| 1952. november 2. | Dinamó Stadion, Moszkva  | döntő           | FK Torpedo Moszkva–FK Szpartak Moszkva    | 1 : 0    | 80 000      |
| 1954. október 20. | Dinamó Stadion, Moszkva  | döntő           | FK Dinamo Kijiv–FA Bananc Jerevan         | 2 : 1    | 65 000      |
| 1955. október 16. | Dinamó Stadion, Moszkva  | döntő           | PFK CSZKA Moszkva–FK Gyinamo Moszkva      | 2 : 1    | 60 000      |
| 1957. október 26. | Lenin Stadion, Moszkva   | döntő           | FK Lokomotyiv Moszkva–FK Szpartak Moszkva | 1 : 0    | 103 000     |

### Nemzetközi játékvezetés
A Szovjetunió Játékvezető Bizottsága (JB) terjesztette fel nemzetközi játékvezetőnek, a Nemzetközi Labdarúgó-szövetség (FIFA) 1952-től tartotta nyilván bírói keretében. Első volt a szovjet játékvezetők közül, akit Angliába és Magyarországra is meghívtak. Több nemzetek közötti válogatott és klubmérkőzést vezetett. Partbíróként nem tevékenykedett, mert az orosz nemzeti JB partbírói keretet működtetett. Az orosz nemzetközi játékvezetők rangsorában, a világbajnokság-Európa-bajnokság sorrendjében többedmagával az 5. helyet foglalja el 8 találkozó szolgálatával. Nemzetközi játékvezetői pozícióját 1962-ig megőrizte. Válogatott mérkőzéseinek száma: 30.

#### Labdarúgó-világbajnokság
Az 1958-as és az 1962-es labdarúgó-világbajnokságon a FIFA JB bíróként alkalmazta. 
Selejtező mérkőzéseket az UEFA zónában vezetett. 1962-ben a döntőt harmadik jelöltjeként Leo Horn és Robert Davidson előtt vezethette, így búcsúzva az aktív nemzetközi játékvezetéstől. A FIFA JB elvárása szerint, ha nem vezetett mérkőzést, akkor partbíróként segített valamelyik társának. A hetedik világbajnokság döntőjét 7. európaiként, első alkalommal szovjetként, a szocialista tömböt képviselve vezethette. 1958-ban 2 csoportmérkőzésen és az egyik negyeddöntőben, 1962-ben egy csoportmérkőzésen tevékenykedett partbíróként. Világbajnokságon vezetett mérkőzéseinek száma: 6 + 4 (partbíró). Rajta kívül 6 mérkőzést csak 5 játékvezető Ivan Eklind (1934-1950), Arthur Ellis (1950-1958), Dzsamál as-Saríf (1986-1994) – 3 világbajnoki részvétellel –  vezetett. Gamál al-Gandúr (1998-2002) és a mexikói Arturo Brizio Carter (1994-1998) – 2 világbajnoki részvétellel –  teljesített.

##### 1958-as labdarúgó-világbajnokság

###### Selejtező mérkőzés
| Időpont         | Helyszín                 | Mérkőzés típusa           | Mérkőzés  | Eredmény | Nézők száma |
| --------------- | ------------------------ | ------------------------- | --------- | -------- | ----------- |
| 1957. május 19. | Központi Stadion, Lipcse | előselejtező (4. csoport) | NDK–Wales | 2 : 1    | 100 000     |

###### Világbajnoki mérkőzés
| Időpont          | Helyszín                | Mérkőzés típusa                        | Mérkőzés           | Eredmény | Nézők száma |
| ---------------- | ----------------------- | -------------------------------------- | ------------------ | -------- | ----------- |
| 1958. június 8.  | Raasunda Stadion, Solna | csoportmérkőzés (3. csoport)           | Svédország–Mexikó  | 3 : 0    | 34 000      |
| 1958. június 17. | Városi Stadion, Malmö   | csoportmérkőzés rájátszás (3. csoport) | Wales–Magyarország | 2 : 1    | 3 000       |

##### 1962-es labdarúgó-világbajnokság

###### Selejtező mérkőzés
| Időpont          | Helyszín                   | Mérkőzés típusa           | Mérkőzés            | Eredmény | Nézők száma |
| ---------------- | -------------------------- | ------------------------- | ------------------- | -------- | ----------- |
| 1961. június 16. | Olimpiai Stadion, Helsinki | előselejtező (2. csoport) | Finnország–Bulgária | 0 : 2    | 11 977      |

###### Világbajnoki mérkőzés
| Időpont          | Helyszín                  | Mérkőzés típusa              | Mérkőzés                   | Eredmény | Nézők száma |
| ---------------- | ------------------------- | ---------------------------- | -------------------------- | -------- | ----------- |
| 1962. június 2.  | Braden Stadion, Rancagua  | csoportmérkőzés (4. csoport) | Anglia–Argentína           | 3 : 1    | 10 000      |
| 1962. június 7.  | Nemzeti Stadion, Santiago | csoportmérkőzés (2. csoport) | Olaszország–Svájc          | 3 : 0    | 60 000      |
| 1962. június 10. | Braden Stadion, Rancagua  | egyik negyeddöntő            | Csehszlovákia–Magyarország | 1 : 0    | 12 000      |
| 1962. június 17. | Nemzeti Stadion, Santiago | döntő                        | Brazília–Csehszlovákia     | 3 : 1    | 69 000      |

A világon, vele együtt 6 világbajnoki mérkőzést csak öt játékvezető teljesíthetett: Arturo Brizio Carter (1994,-1998),- Ivan Eklind (1934,- 1938,- 1950), Arthur Ellis (1950,- 1954,- 1958), Dzsamál as-Saríf (1986.- 1990,- 1994) és Gamál al-Gandúr (1998,- 2002).

#### Olimpiai játékok
Az 1952. évi és az 1956. évi nyári olimpiai játékok labdarúgó tornáin a FIFA JB bíróként foglalkoztatta.

##### 1952. évi nyári olimpiai játékok
| Időpont          | Helyszín                            | Mérkőzés típusa | Mérkőzés             | Eredmény | Nézők száma |
| ---------------- | ----------------------------------- | --------------- | -------------------- | -------- | ----------- |
| 1952. július 15. | Kupittaan Jalkapallo Stadion, Turku | csoportmérkőzés | Magyarország–Románia | 2 : 1    | 10 653      |

##### 1956. évi nyári olimpiai játékok
| Időpont            | Helyszín                    | Mérkőzés típusa    | Mérkőzés                | Eredmény | Nézők száma |
| ------------------ | --------------------------- | ------------------ | ----------------------- | -------- | ----------- |
| 1956. november 26. | Olimpiai Stadion, Melbourne | egyik nyolcaddöntő | Nagy-Britannia–Thaiföld | 9 : 0    | 0000        |
| 1956. december 4.  | Olimpiai Stadion, Melbourne | egyik elődöltő     | Jugoszlávia–India       | 4 : 1    | 16 626      |
| 1956. december 7.  | Olimpiai Stadion, Melbourne | bronzmérkőzés      | Bulgária–India          | 3 : 0    | 21 236      |

#### A magyar labdarúgó-válogatott mérkőzései (1902–1929)
| Időpont            | Helyszín                 | Mérkőzés típusa     | Mérkőzés                 | Eredmény | Nézők száma |
| ------------------ | ------------------------ | ------------------- | ------------------------ | -------- | ----------- |
| 1952. május 24.    | Gyinamo Stadion, Moszkva | válogatott mérkőzés | Szovjetunió–Magyarország | 1 : 1    | 80 000      |
| 1955. november 27. | Népstadion, Budapest     | válogatott mérkőzés | Magyarország–Olaszország | 2 : 0    | 70 000      |

## Sportvezetői pályafutása
Latisev mögött évtizedes hazai és nemzetközi játékvezetői, valamint testületi sikerek állnak. Az 1962-es chilei világbajnokságot követően befejezte az aktív nemzetközi pályafutását és rögtön a FIFA Játékvezető Bizottságába került.

## Pozitív sztori
Egy játékos egyszer kínok között fetrengett a földön. Láttam, hogy semmi baja, csak ki akarja állítani ellenfelét. Egy ideig néztem aztán halkan csak ennyit mondtam: Kelj fel, mert megfázol! A játékos csodálkozásában azonnal meggyógyult.

## Sikerei, díjai
- 1962-es chilei világbajnokságon mutatott játékvezetői teljesítményének elismeréseként a FIFA JB jelen lévő vezetője, Stanley Rous Ezüst Síp elismerésben részesítette.
- 1965-ben a nemzetközi játékvezetés hírnevének erősítése, hazájában 10 éve a legmagasabb Ligában (osztályban) folyamatosan tevékenykedő, eredményes pályafutása elismeréseként, a FIFA JB felterjesztésére az 1965-ben alapított International Referee Special Award címmel és oklevéllel tüntette ki.